# Hästtjärnen (Transtrands socken, Dalarna)
Hästtjärnen är en sjö i Malung-Sälens kommun i Dalarna och ingår i Dalälvens huvudavrinningsområde.